# Мечтатель
Мечтатель (срп. Сањар) је шести студијски албум руског поп певача Диме Билана који је објављен 2011.

## Списак композиција
На албуму се налазе следеће песме:

## Бонус траке
- Звезда 3:22
- Слепая Любовь 3:40
- Я Просто Люблю Тебя (ремикс) 3:11
- Safety (диско ремикс) 4:20